# Anomala walkeri
Anomala walkeri är en skalbaggsart som beskrevs av Gilbert John Arrow 1899. Anomala walkeri ingår i släktet Anomala och familjen Rutelidae. Inga underarter finns listade i Catalogue of Life.